# Mammillaria magnimamma
A Mammillaria magnimamma a szegfűvirágúak (Caryophyllales) rendjébe, ezen belül a kaktuszfélék (Cactaceae) családjába tartozó faj.

## Képek

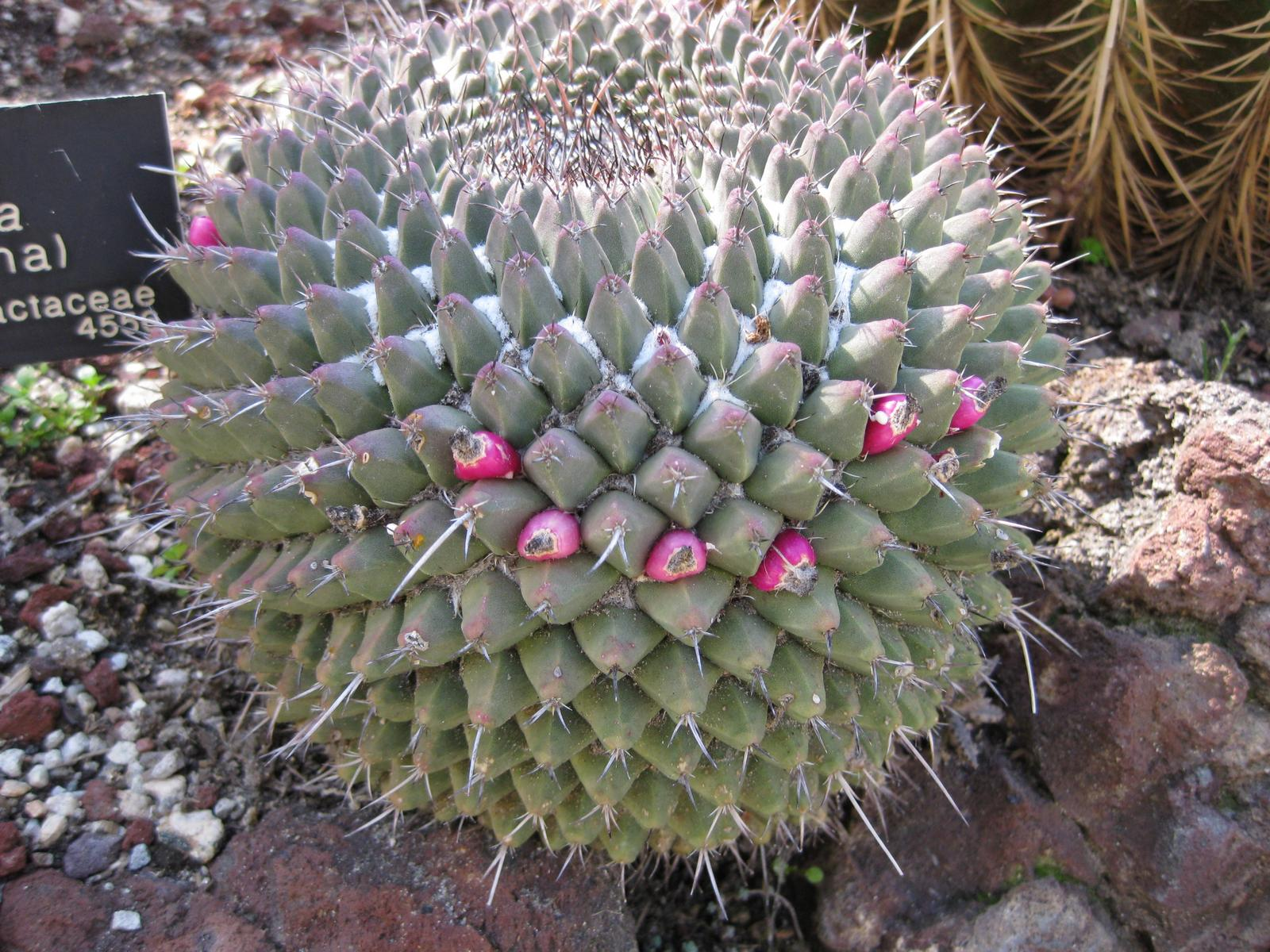
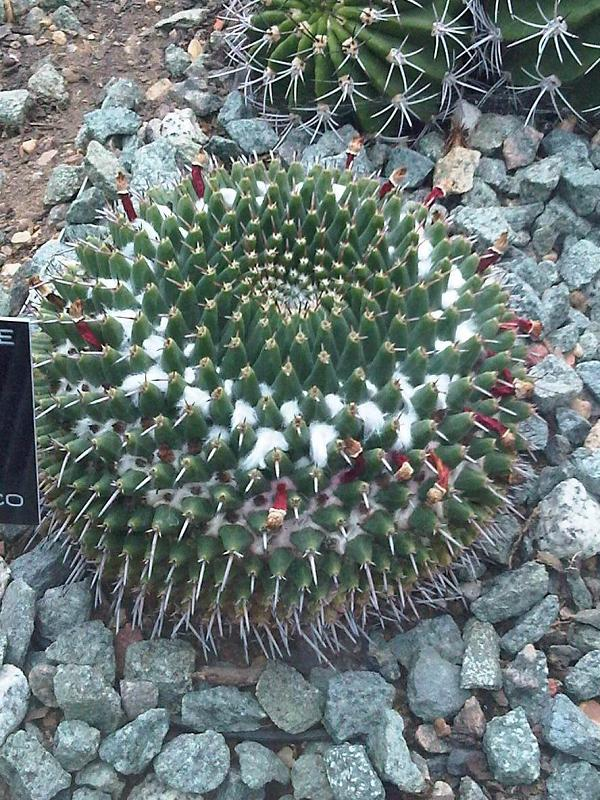
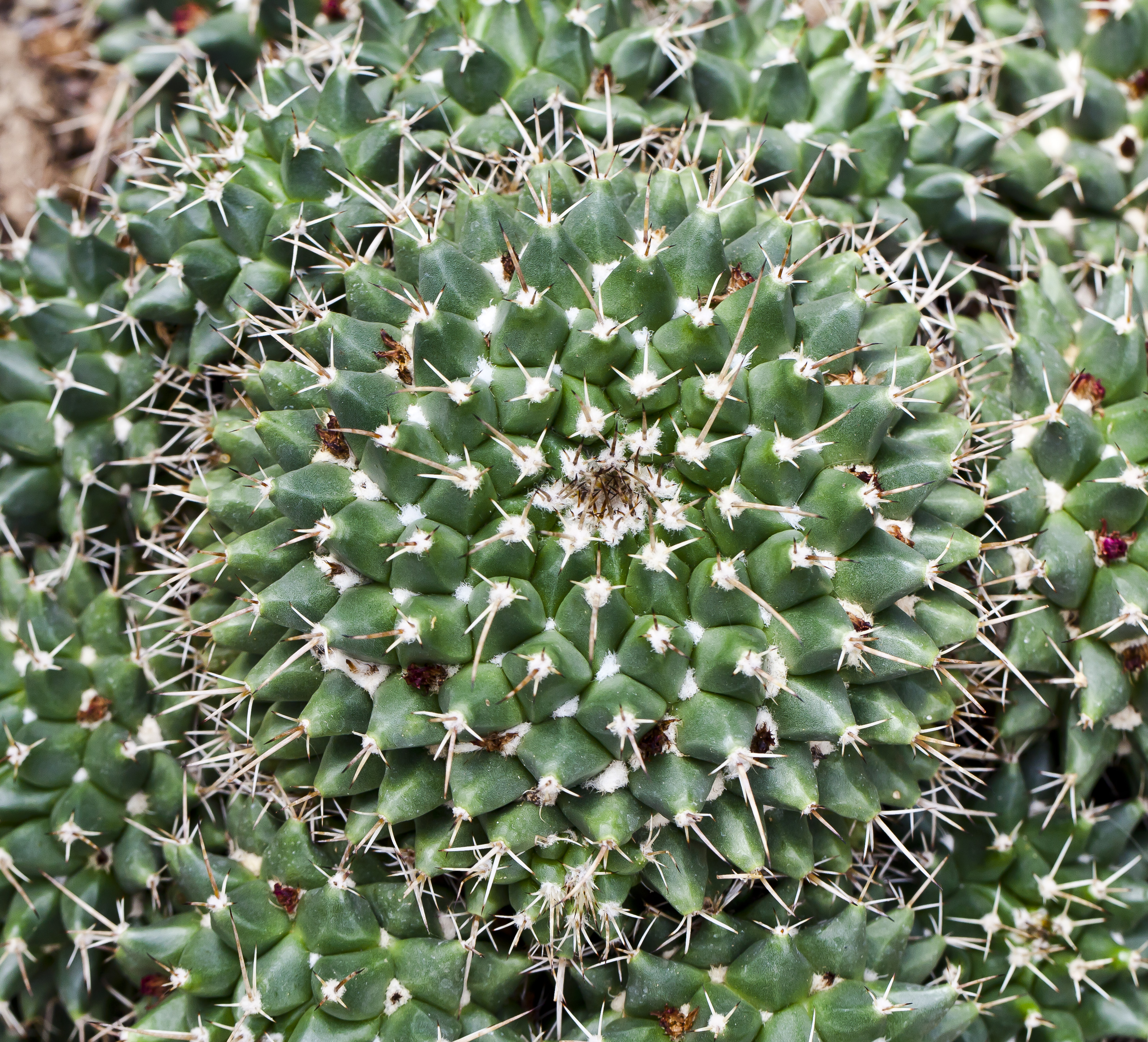
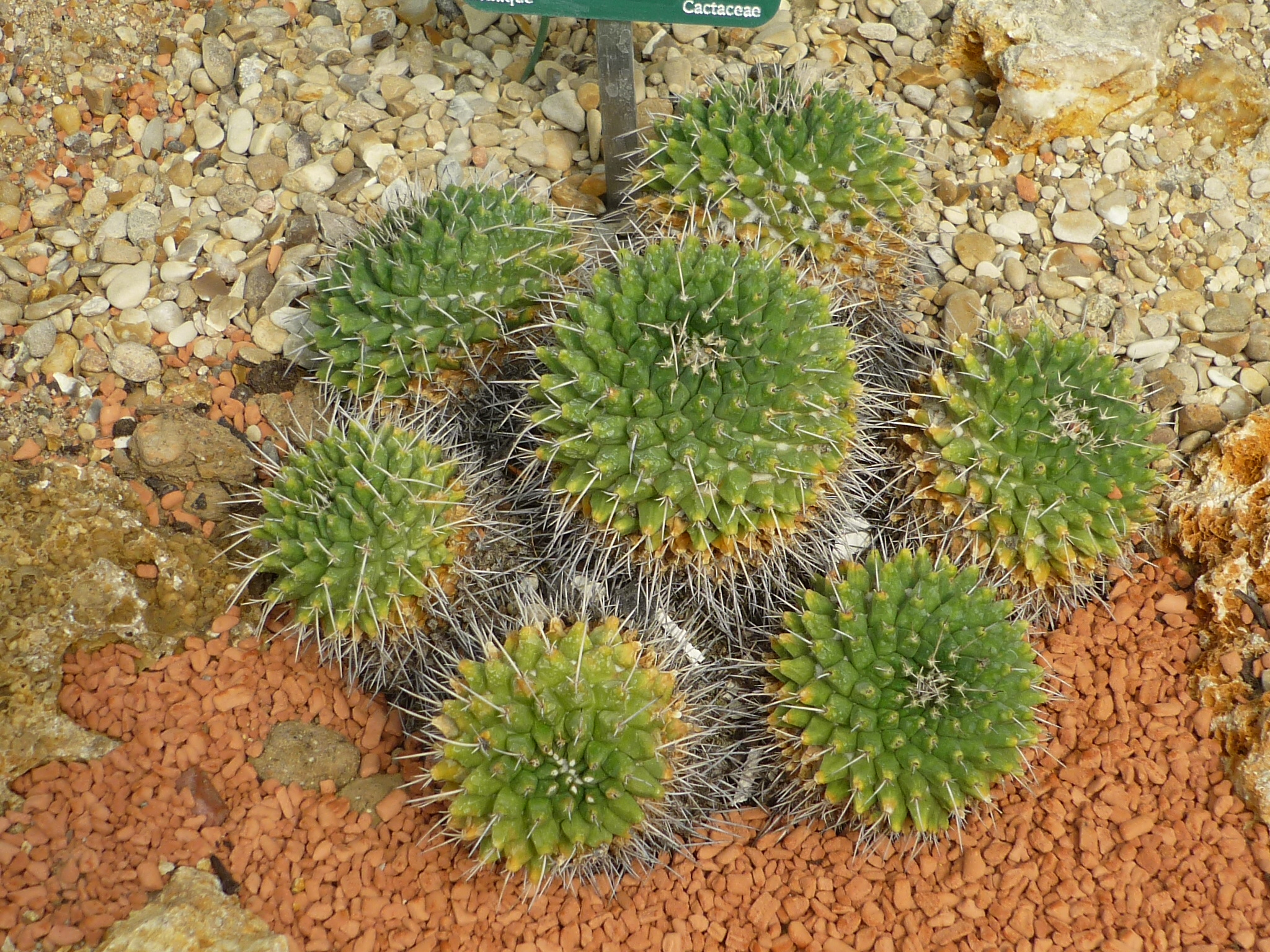
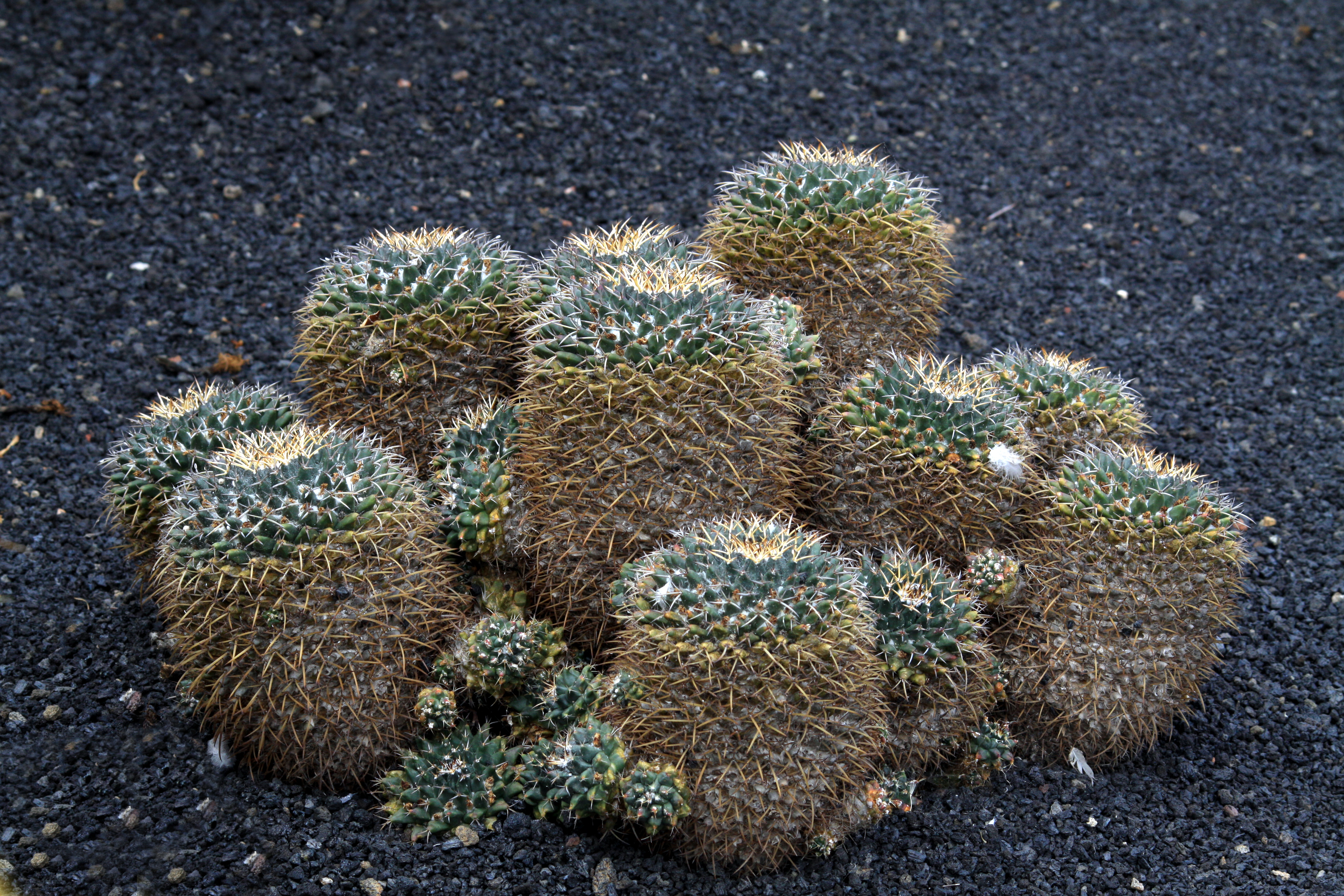

## Előfordulása
A Mammillaria magnimamma előfordulási területe a közép-amerikai Mexikóban van. Ennek az országnak a legnagyobb részén megtalálható; kivételt képeznek Mexikó északnyugati területei.

## Megjelenése
15-30 centiméter magas és körülbelül 13 centiméter átmérőjű kaktuszfaj. Eleinte csak egy szára van, később pedig többet is növeszt; ezek szorosan növő növénycsoportként mutatnak. A szár gömbölyded; rajta számos négyoldalú dudor látható. A tüske sötét végű és 15-45 milliméter hosszú. A rózsaszín vagy krém-fehér virágai 20-25 centiméter átmérőjűek; a tavasz közepén nyílnak. A sötétvörös termése 20 milliméter hosszú; benne kicsi, barna magok vannak.